# Заречанская сельская община
Заречанская сельская общи́на (укр. Зарічанська сільська громада) — территориальная община в Хустском районе Закарпатской области Украины.
Административный центр — село Заречье.
Население составляет 8 355 человек. Площадь — 42,1 км².

## Населённые пункты
В состав общины входят 4 села: Ольховка, Гребля, Заречье и Нижнее Болотное.